# Zifanken
Der Zifanken ist ein 897 m ü. A. hoher Berg im österreichischen Bundesland Salzburg. Die bewaldete Kuppe liegt etwa 5 km südöstlich des Wallersees, und ebensoweit nordwestlich von Thalgau im Gemeindegebiet Henndorf am Wallersee.
Er ist ein Vorberg der nordöstlich gelegenen Großen Plaike (1034 m ü. A.) im Massiv des Kolomansbergs, der östlichen Gruppe der Mondseer Flyschberge und nordwestlichen der Salzburger Voralpen. Er bildet das Ende des zwischen Wallersee und Thalgau streifenden Nebengrats des Kolomannsbergmassivs, seine steile West- und Südflanke wendet er dem 5½ Kilometer entfernten Eugendorf und der Sattellandschaft des Enzersbergs zwischen Salzburger Seengebiet und Thalgau zu.
Südwestlich passiert die L241 Enzersberg Landesstraße (A1 bei Thalgau-Unterdorf nach Henndorf).
Der Südwestfuß  des Zifanken ist von würm-zeitlichen Moränen gesäumt, die die Stelle markieren, an der vom Wallerseegletscher des Salzachgletschers derjenige Zweig abgetrennt wurde, der sich an den Thalgaugletscher des Traungletschers schob. Der Wall kumuliert bei Aigenstuhl südlich unterhalb des Zifanken, dazwischen fließen der Altenbach ostwärts nach Henndorf und zum Wallersee, und ein namenloser Graben zum Fischbach Richtung Thalgau. Nördlich entwässert der Grabenbach nach Henndorf. Damit bildet der Gipfel auch die Wasserscheide zwischen Salzach-Gebiet (zum Inn) und Einzugsgebiet des Mondsee (über Ager zur Traun).
Die Talung zwischen Zifanken und der Moräne ist von feuchten Streuwiesen geprägt.